# Síndrome de Peter Pan
El término síndrome de Peter Pan ha sido aceptado en la psicología popular, desde la publicación de un libro escrito por Dan Kiley en 1983 titulado The Peter Pan Syndrome: Men Who Have Never Grown Up (El síndrome de Peter Pan: Los Hombres Que Nunca Maduraron). Este síndrome hace que la gente nunca madure mentalmente.

## Psicología
Algunos ven este síndrome como un problema muy extenso en la sociedad moderna pos-industrial.
El síndrome de Peter Pan se caracteriza por la inmadurez en ciertos aspectos psicológicos y sociales. La personalidad en cuestión es inmadura y narcisista. El sujeto crece, pero la representación internalizada de su yo es el paradigma de su infancia que se mantiene a lo largo del tiempo. De forma más abarcadora, según Kiley, las características de un "Peter-Pan" incluyen algunos rasgos de irresponsabilidad, rebeldía, cólera, narcisismo, arrogancia, dependencia, negación del envejecimiento, y la creencia de que se está más allá de las leyes de la sociedad y de las normas por ella establecidas. 
Todo esto sería una coraza defensiva para protegerse de su inseguridad, miedo a no ser queridos y aceptados. En ocasiones los que padecen este síndrome acaban siendo personajes solitarios. Con escasa capacidad de empatía o de apertura al mundo de los "grandes", al no abrirse sentimentalmente, son vistos como individuos fríos o no predispuestos a darse, lo que vuelve como un bumerán a través de la no recepción de entregas o muestras ajenas de cariño. Algunos profesionales, avanzando tal vez audazmente en sus diagnósticos, los han denominado esquizo-afectivos. 
También se dice que este padecimiento se da por no haber vivido una infancia normal, por haber trabajado desde edades demasiado tempranas, de un modo especial por haber sido obligado por la fuerza, o por otros motivos.
El psicólogo clínico Antoni Bolinches en su libro “Peter Pan puede crecer”, actualiza los contenidos de El síndrome de Peter Pan de Dan Kiley. Bolinches define al hombre Peter Pan como aquel que tiene una necesidad afectiva, es egocéntrico, tiene poca resistencia a la frustración, dificultad de aceptar relaciones de igualdad con el sexo opuesto y poca capacidad de autocrítica. Según su clasificación existen cuatro variantes de hombre Peter Pan: el intelectual, el narcisista, el seductor y el servicial. 
Estos sujetos tienden a:
- Idealizar la juventud, para negar la madurez.
- Tienen un marcado miedo a la soledad.
- Se muestran inseguros y con baja autoestima.
- Su egocentrismo les hace creerse merecedores de recibir y pedir a los demás, sin preocuparse de los problemas de los demás.
- Son irresponsables.
- Tienen miedo al compromiso, como coartador de su libertad.
- Tienen baja tolerancia a la frustración por lo que se sienten permanentemente insatisfechos, no afrontan sus problemas, ni toman la iniciativa, ni se esfuerzan en ello.[1][2][3]

Aun cuando posea características similares es de suma importancia evitar confundir esta condición, con otros trastornos más serios como los del espectro autista, especialmente en los adultos.

## El síndrome y su repercusión
Este síndrome es un hecho manifiesto.[cita requerida] El libro de Kiley enfatiza sobre él pero no hace más que dar un nombre literario, a un elemento que ha estado presente desde siempre, en toda caracterización neurótica, desde los comienzos de los enfoques de la terapia psicoanalítica. Cuando Freud ha hablado de la fijación se ha referido, de alguna manera al estancamiento de la evolución de la personalidad, que se verifica en los sujetos que padecen estos tipos de sintomatología. [cita requerida] Tal vez lo que sobreviene, es que este conjunto de síntomas que singularmente nos ocupa, no ha tenido una categorización en la bibliografía psiquiátrica en general, lo cual es asombroso. De hecho “el síndrome de Peter Pan” no constituye una psicosis. Es un trastorno neurótico o acaso definidamente caracterológico. Kiley mismo insiste en su obra, sobre la dificultad en la modificación de la anomalía de estas conductas, pero sin hacer referencia a las mismas o parecidas dificultades, que se presentan en toda terapia, para la reacomodación de los cuadros negativos, que entorpecen la evolución del sujeto.
Un ejemplo de este "trastorno psicológico" podría ser según algunos, el cantante Michael Jackson que empezó a trabajar a los cinco años, en el ámbito de la música debido a la explotación de su padre Joseph Jackson. A los diecinueve años serían ya llamativos sus rasgos de inmadurez, narcisismo y dependencia, con una afición "desmedida" a las películas de Disney. También se identificó con el personaje que más lo describía, Peter Pan. A Michael le fue diagnosticado este síndrome[cita requerida]; muchas personas al describirlo, daban en decir que "Era un niño en el cuerpo de un hombre grande". Sin embargo en casos como este, fuera del mundo académico hay quien se atreve a decir, que sería incorrecto tachar de "enferma" a una persona que se identifica tanto, con la parte supuestamente más "pura" de su personalidad. Si bien podemos entender que para algunas culturas, el mantener la ignorancia de la niñez, la inocencia, la percepción de la realidad que nos rodea con los ojos de un niño, es fundamental para alcanzar la realización personal. Desde este punto de vista sería erróneo identificar tal "pureza" con una enfermedad psicológica. A finales de los años ochenta, Michael Jackson adquirió un rancho que bautizó como Neverland Valley Ranch, en alusión a Neverland, El país de Nunca Jamás; dicho rancho cuenta con un parque de diversiones inspirado en Disneylandia.

## Tratamiento
El tratamiento debe ser el que corresponde a toda neurosis estructurada. Las dificultades para llevarlo a cabo suelen ser marcadas y como señala Kiley, con frecuencia, los padres cuyos hijos manifiestan este tipo de inmadurez, deben “actuar” antes que insistir con pertinacia en la persuasión “coloquial”. Adolescente, joven o ya entrando en la madurez, el sujeto paciente de este tipo de trastorno, es renuente a toda modificación o a la mera comprensión de su infantilismo. El irresponsable mundo de la niñez no quiere ser abandonado y la conciencia del fracaso reiterado, ante la adaptación de los comportamientos que acercan a la adultez equilibrada, casi no se verifica; lo que por momentos hace pensar en términos de una verdadera psicopatía. Una hipótesis verosímil ante estos pacientes, nos conduce a imaginar una infancia muy feliz en la que se quiere permanecer, para no enfrentar la incómoda aceptación de límites, que el ingreso a la vida social adulta comporta de modo insalvable. Sea en la aceptación de normas, en la necesidad de trabajar sólidamente en un empleo, en esforzarse en estudiar para concluir una carrera, en forjar "vínculos maduros" en relación con los otros, en el orden de la "amistad" o del "amor".

## Síntomas
Es frecuente que haya crisis de ansiedad, de angustia y de depresión. Los años van pasando y aun cuando el sujeto está como protegido, con una suerte de coraza psicológica para no advertir el paso del tiempo, esporádicamente esta desaparece por circunstancias imprevisibles. Es entonces cuando el paciente se encuentra con las manos vacías y con una vida dolorosamente irrealizada. Con parejas inadecuadas o de modo extremo, lo que también suele pasar, sin pareja alguna. El nido infantil es una inconsciente referencia a la que siempre apunta. Allí no había problemas y la nostalgia por el mismo es persistente, aunque no se le declare. 
Afecta notoriamente a la autoestima, y el autoconcepto se ve muy afectado. Cabe destacar que como deformación de la personalidad, puede cabalgar sobre patologías psiquiátricas clásicas y específicas. De esta manera puede darse vinculada, a enfoques ligeramente delirantes de tipo paranoide o a neurosis declaradamente histéricas u obsesivas. El tratamiento en casos como estos, debe ser doble, el trastorno psicopatológico de base sumado al del carácter.